# Frédéric Schiffter
Frédéric Schiffter, né en 1956, est un philosophe et écrivain français.

## Biographie
Frédéric Schiffter est né en 1956 en Haute-Volta (l'actuel Burkina Faso). Il revient en France, après la mort de son père, alors qu'il est âgé de dix ans. Il a enseigné la philosophie dans plusieurs lycées du Pays basque.

## Pensée
À l'école des penseurs sceptiques et pessimistes, notamment Montaigne et Arthur Schopenhauer, Frédéric Schiffter considère qu'une pensée philosophique n'a pas vocation à fournir aux hommes des visions du monde, ni à leur faire miroiter une vie heureuse, un épanouissement de soi, une spiritualité accomplie, des sentiments vertueux, mais, au contraire, et quitte à les démoraliser, à élucider certains aspects de leur condition tragique.
Sa réflexion, essentiellement critique, se décline en trois concepts-clés : le « chichi », le blabla » et le « gnangnan ».
- Le « chichi » (notion empruntée à Clément Rosset[5] dans son ouvrage Le Réel et son double[6]) désigne l'attitude consistant à ne pas percevoir le réel ou à le discréditer du fait même de sa cruauté — de son essence tragique. Tant chez les philosophes que chez les non philosophes, le « chichi » s’exprime comme le rejet du hasard, du temps, des passions dévastatrices et de la mort.
- Le « blabla » définit tout type de discours servant à édulcorer le réel et, partant, à faire croire à la réalité de l’Irréel. Par exemple, pour nier le chaos, la douleur et la violence de l'existence, nombre de « blablas » philosophiques et/ou éthiques utilisent les mots vagues mais séduisants de « monde », de « nature », de « bonheur », d'« humanité », de « justice », lesquels deviennent objets de croyances ou d'espoir. Le « blabla » est la formulation doctrinale ou théorique du « chichi ».
- Le « gnangnan » qualifie une forme d'altruisme dont le ressort est l'indignation mêlée de sensiblerie contre une forme de tragique frappant les foules humaines et rebaptisée le « Mal » (terrorisme, catastrophe naturelle, guerre civile, épidémie, etc.). Donnant lieu à bien des « blablas » moraux, politiques, religieux, médiatiques, entre autres, le « gnangnan » permet aux individus tournés en temps ordinaire vers l'hédonisme égoïste et consumériste de se sentir bons, justes et indispensables — du côté du Bien. En raison même de sa critique des illusions et des croyances, Frédéric Schiffter doute de l'impact de sa pensée démystificatrice. « Autant il est concevable que [les humains] renoncent à une croyance particulière […], autant il est illusoire d'en induire qu'ils ne désireront plus croire. Pour que les humains en finissent avec le désir de croire, il faudrait qu’ils ne fussent plus enclins à la crainte comme à l'espérance […] ; autant dire qu’ils n'eussent plus la certitude effrayante de mourir » (citation tirée de Le Bluff éthique[7]).

## Œuvres
- Métaphysique du frimeur. Lettre sur l'élégance, Éditions Milan, coll. « Pause Philo », 2003 (1re éd. 1999), 59 p. (ISBN 978-2-908960-10-5)
- Guy Debord, l'Atrabilaire, Distance, Biarritz, 1999 (1re éd. 1997)
- Sur le blabla et le chichi des philosophes, PUF, coll. « Perspectives critiques », 2001  (ISBN 9782130521471)
- Pensées d’un philosophe sous Prozac, Milan, 2002
- Le Plafond de Montaigne, Milan, coll. « Pause philo », 2004
- Contre Debord, PUF, coll. « Perspectives critiques », 2004
- Petite Philosophie du surf, Milan, 2005 (réédition Éditions Atlantica : 2014)
- Le Philosophe sans qualités, Flammarion, 2006
- Traité du cafard, Finitude, 2007[8]
- Le Bluff éthique, Flammarion, 2008
- Délectations moroses, Le Dilettante, 2009
- Philosophie sentimentale, Flammarion, 2010  — Prix Décembre 2010[9]
- La Beauté, une éducation esthétique, Autrement, 2012
- Le Charme des penseurs tristes, Flammarion, 2013  (ISBN 9782081310414)
- Dictionnaire chic de philosophie, Écriture, 2014
- On ne meurt pas de chagrin, Flammarion, 2016  (ISBN 9782081333024)  — Prix Rive Gauche
- Journées perdues, Paris, Éditions Séguier, coll. « L'indéfinie », 2017, 200 p. (ISBN 978-2-84049-741-7)
- Le Voluptueux inquiet, réponse à Épicure, Louise Bottu, 2019  (ISBN 9791092723342)
- Contre le Peuple, Séguier, 2020  (ISBN 9782840498094)
- Lassitudes, Louise Bottu, 2021  (ISBN 9791092723557)

## Préfacier
- Barbey d'Aurevilly, Du dandysme et de George Brummell, Paris, Payot & Rivages, coll. « La Petite Bibliothèque », 1997, 154 p. (ISBN 978-2-7436-0277-2)
- Claude Nori, Contrejour, Paris, Contrejour, coll. « Cahier d'images », 2011, 80 p. (ISBN 979-10-90294-00-4)
- L'Ecclésiaste, Louise Bottu, 2020  (ISBN 9791092723441)

### Radio
- Entretien sur RFI autour du Bluff éthique (14 septembre 2008)